# Provincia de Sujotai
Sukhothai (en tailandés: จังหวัดสุโขทัย) es una de las setenta y seis provincias que conforman la organización territorial del Reino de Tailandia.

## Geografía
Sukhothai se encuentra en el valle del río Yom en el borde inferior de la región norte, 427 kilómetros al norte de Bangkok, y cubre unos 6.596 kilómetros cuadrados.
La cordillera de Khao Luang, con sus cuatro picos principales: Khao Phu Ka, Khao Phra Mar Ya, Khao Jedi, y Pha Na Rai, se encuentra dentro del parque nacional de Ramkhamhaeng, en el sur de la provincia. El parque nacional de Si Satchanalai está situado en el noroeste del país, se encarga de la protección de las zonas forestales de montaña de la provincia.

## Divisiones Administrativas

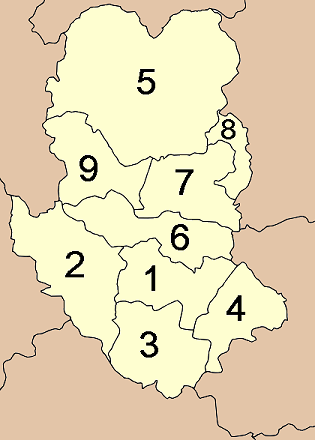
Distritos de la provincia.

Esta provincia tailandesa se encuentra subdividida en una cantidad de distritos (amphoe) que aparecen numerados a continuación:
- 1. Mueang Sukhothai
- 2. Ban Dan Lan Hoi
- 3. Khiri Mat
- 4. Kong Krailat
- 5. Si Satchanalai
- 6. Si Samrong
- 7. Sawankhalok
- 8. Si Nakhon
- 9. Thung Saliam

## Demografía
La provincia abarca una extensión de territorio que ocupa una superficie de unos 6.596,1 kilómetros cuadrados, y posee una población de 593.264 personas (según las cifras del censo realizado en el año 2000). Si se consideran los datos anteriores se puede deducir que la densidad poblacional de esta división administrativa es de noventa habitantes por kilómetro cuadrado aproximadamente.nlkn'nk